# Grigor VII d'Anazarbe
Grigor VII d'Anazarbe fou patriarca de l'església armènia, escollit a la mort en captivitat del seu antecessor Stepanos IV de Romqla (o Klaietsi) el 1293, i proper a la voluntat del rei Hethum II d'Armènia Menor que fou qui el va fer elegir. Era partidari d'un acord amb Roma i va consagrar una disciplina propera als llatins.
Va establir la seu del patriarcat a Sis, que ho restarà fins al 1441.
Va morir el 1307 i el va succeir Constantí III de Cesarea.